# Modivo
MODIVO S.A. (dawniej eobuwie.pl S.A.) – polskie przedsiębiorstwo zajmujące się sprzedażą online odzieży, obuwia, torebek i akcesoriów w formule multibrandowej z główną siedzibą w Zielonej Górze, założone w 2006 roku.
Modivo jest właścicielem następujących znaków towarowych: eobuwie.pl, eobuv.cz, ebuv.sk, ecipo.hu, eschuhe.de, epantofi.ro, efootwear.eu, eobuv.com.ua, eobuv.com, obuvki.bg, eavalyne.lt, epapoutsia.gr, zapatos.es, escarpe.it, eskor.se.

## Historia
Przedsiębiorstwo zostało założone w 2006 roku jako spółka jawna. W 2015 roku formę prawną zmieniono na spółkę akcyjną. Eobuwie.pl powstało pierwotnie jako sieć stacjonarnych sklepów obuwniczych w Zielonej Górze.
W 2016 roku firma oddała do użytku nowoczesne centrum logistyczno-magazynowe oraz biurowiec w Lubuskim Parku Przemysłowo-Technologicznym w Nowym Kisielinie (dzielnica Zielonej Góry). Rok później zatrudniała ponad 500 pracowników. Specjalne urządzenie do sprawdzania rozmiaru buta jest w Krakowie i innych dużych miastach.

W kwietniu 2019 roku uruchomiono sklep internetowy z odzieżą, butami i akcesoriami Modivo.pl. 

Kraje, w których przedsiębiorstwo prowadzi sprzedaż internetową obuwia. Bladozielonym zaznaczono kraje, w których sprzedaż odbywa się poprzez jedną wspólną domenę internetową – efootwear.eu

21 stycznia 2022 spółka zmieniła nazwę z eobuwie.pl S.A. na MODIVO S.A., aby oddać jej międzynarodowy charakter.
Według stanu na wrzesień 2022 roku, platformy e-commerce należące do MODIVO S.A. działają w następujących krajach:
| Kraj       | MODIVO | eobuwie |
| ---------- | ------ | ------- |
| Polska     | Tak    | Tak     |
| Austria    | Tak    | Tak     |
| Belgia     | Nie    | Tak     |
| Bułgaria   | Tak    | Tak     |
| Chorwacja  | Tak    | Tak     |
| Czechy     | Tak    | Tak     |
| Dania      | Nie    | Tak     |
| Estonia    | Nie    | Tak     |
| Finlandia  | Nie    | Tak     |
| Francja    | Tak    | Tak     |
| Grecja     | Tak    | Tak     |
| Hiszpania  | Nie    | Tak     |
| Holandia   | Nie    | Tak     |
| Litwa      | Tak    | Tak     |
| Luksemburg | Nie    | Tak     |
| Łotwa      | Tak    | Tak     |
| Niemcy     | Tak    | Tak     |
| Rumunia    | Tak    | Tak     |
| Słowacja   | Tak    | Tak     |
| Słowenia   | Tak    | Tak     |
| Szwajcaria | Nie    | Tak     |
| Szwecja    | Nie    | Tak     |
| Ukraina    | Tak    | Tak     |
| Węgry      | Tak    | Tak     |
| Włochy     | Tak    | Tak     |

## Grupa kapitałowa
- eschuhe.de GmbH – spółka odpowiedzialna za organizację sprzedaży na rynku niemieckim;
- eobuwie.pl Logistics Sp. z o.o. – spółka z ograniczoną odpowiedzialnością prowadząca działalność operatora centrum magazynowo-logistycznego zlokalizowanego na terenie Kostrzyńsko-Słubickiej Specjalnej Strefy Ekonomicznej.

## Nagrody i wyróżnienia
- Gazele Biznesu 2010 – wyróżnienie kierowane do najdynamiczniej rozwijających się polskich przedsiębiorstw.
- Diamenty Forbesa 2011 – nagroda przyznawana przez miesięcznik „Forbes” prężnie rozwijającym się firmom za konsekwentną strategię biznesową, duże nakłady na reklamę oraz inwestycje.
- Diamenty Forbesa 2012 – drugi rok z rzędu firma została laureatem nagrody przyznawanej przez miesięcznik „Forbes”.
- Money.pl – II miejsce w Rankingu Sklepów Internetowych 2013 w kategorii „Moda” (ranking sklepów internetowych oferujących odzież i obuwie)[10] – „wysokie miejsce dzięki bardzo szerokiej ofercie, przejrzystej stronie, opcji darmowej dostawy i zwrotu”.
- Money.pl – I miejsce w Rankingu Sklepów Internetowych 2014 w kategorii „Moda” – „pierwsze miejsce przyznane za wysoki poziom warstwy graficznej i użyteczności serwisu, obsługi klienta, szerokości oferty”[11].
- Doskonałość Mody 2014 Twojego Stylu – kobiecy magazyn „Twój Styl” nagrodził markę w kategorii „Doskonały sklep internetowy”[12].
- Gazele Biznesu 2014 – wyróżnienie.
- Diamenty Forbesa 2014 – po raz trzeci firma została laureatem nagrody przyznawanej przez miesięcznik „Forbes”.
- Zielonogórska Firma 25-lecia – w 2014 eobuwie.pl zostało wyróżnione w rankingu firm[13], które od 1989 roku rozwijały się najbardziej dynamicznie i zasłużyły się dla regionu lubuskiego.
- Money.pl – III miejsce w Rankingu Sklepów Internetowych 2015 w kategorii „Moda” – po raz kolejny firma znalazła się w czołówce sklepów internetowych oferujących odzież i obuwie rankingu serwisu Money.pl.[14]
- Gazele Biznesu 2015 – wyróżnienie.
- Diamenty Forbesa 2015 – po raz czwarty firma została laureatem nagrody miesięcznika „Forbes”.
- Laur „Super Biznesu” 2015 – nagroda przyznawana firmom szczególnie przyczyniającym się do rozwoju polskiej gospodarki oraz rodzimej przedsiębiorczości.
- Gwiazda Jakości Obsługi 2016 – uhonorowanie firmy za prezentowanie najwyższego poziomu obsługi klienta.
- E-commerce Polska Awards 2016 – I miejsce w dwóch kategoriach: „Najlepsza Obsługa Klienta” i „Strona roku”. Statuetki przyznawane przez Izbę Gospodarki Elektronicznej średnim i dużym sklepom – „eobuwie.pl wyróżniło się intuicyjną obsługą strony, łatwością dokonywania zakupów oraz dostępnością produktów”[15].
- Ekomersy 2016 – wyróżnienie w kategoriach: „Ekspansja zagraniczna e-sklepu” oraz „Spójność doświadczenia zakupowego w różnych kanałach sprzedaży” – „nagrody przyznane za pracę w zakresie sprzedaży wielokanałowej oraz ekspansji sklepu na rynki europejskie”[16].
- Dobra Marka 2016 – nagroda „Jakość, Zaufanie, Renoma” w kategorii „Internetowy sklep z obuwiem”[17].
- Diamenty Forbesa 2016 – kolejny rok z rzędu eobuwie.pl zostało nagrodzone za konsekwentną strategię biznesową, duże nakłady na reklamę i inwestycje. Po raz kolejny firma wyróżniła się pod względem sprzedaży oraz wzrostu przychodów na tle regionu[18].
- Opineo.pl – I miejsce w rankingu Sklepów Internetowych 2016 – niezależny ranking serwisu Opineo.pl jest prowadzony w oparciu o opinie konsumentów, którzy doceniają jakość obsługi, szybkość wysyłki i pozytywnie wypowiadają się o sklepie[19].
- Znak Jakości Q 2016 – „certyfikat przyznawany wyłącznie sklepom, które spełniają szereg restrykcyjnych wymagań dotyczących m.in. opisów produktów, procesu zakupu, dostawy i zwrotu towaru czy zapewnienia bezpieczeństwa danych klientów”[20].
- 2016 – nagroda EY Przedsiębiorca Roku dla Prezesa Zarządu Marcina Grzymkowskiego – za „napisanie historii transformacji gospodarczej w pigułce – przekształcenie firmy rodzinnej, działającej tradycyjnymi metodami, w firmę epoki digitalizacji – o dużej skali i znakomitych wynikach finansowych”[21].
- 2016 – nagroda EY w kategorii Nowe Technologie/Innowacyjność za „wykorzystanie nowych technologii do przekształcenia tradycyjnego biznesu w nowoczesny – transformację, której towarzyszy sukces biznesowy”[21].
- Gazele Biznesu 2016 – nagroda dla najbardziej dynamicznie rozwijającej się firmy[22].
- Imagine Excellence 2018 – „Najbardziej innowacyjne doświadczenie zakupowe” – nagroda za stworzenie unikalnego, wielokanałowego doświadczenia zakupowego, łączącego wykorzystanie aplikacji mobilnej oraz tabletów w sklepach stacjonarnych[23].
- e-Commerce Polska awards 2018 – I miejsce w dwóch kategoriach: Best Innovation oraz Best on mobile (obie w kategorii „Dla podmiotów średnich i dużych”)[24]
- Nagroda Polskiej Rady Centrów Handlowych 2018 – I miejsce w kategorii „Sieć Handlowa Roku 2018”[25]
- Effie Awards 2018 – brązowe Effie za „sprzedaż online w sklepie offline”, nagroda otrzymana wspólnie z Nanovo Sp. z o.o.[26]
- Digital Excellence Awards 2018 – nagroda w Obszarze Strategic Perspective[27]
- Nagroda Gospodarcza Money.pl 2019 – I miejsce w dwóch kategoriach: „Technologia, która zmieniła zasady gry” (za usługę esize.me) oraz „Firma Roku 2019” (ex aequo z Wielton)[28]